# ETB 1
ETB 1 és el primer canal d'Euskal Telebista (ETB). Televisió generalista que emet en èuscar. Fou el primer canal autonòmic que emeté a Espanya, 31 de desembre del 1982. La seva oferta televisiva compta amb programes, magazines, entrevistes, sèries, cinema en basc, documentals, retransmissions esportives, programes infantils i juvenils, etc.
La sèrie Goenkale, s'ha convertit en la sèrie espanyola més llarga amb més de 10 temporades en antena. Wazemank, programa humorístic, també s'ha convertit en un dels programes amb més audiència d'ETB 1.
També hi ha un segon canal d'Euskal Telebista, ETB 2, que emet principalment en castellà.